# Iwi (maori)
Iwi è un termine maori che, nella società neozelandese, identifica le aggregazioni più vaste di nativi.
La parola iwi significa popolo o nazione e a seconda dei contesti è tradotta anche con tribù o clan, con la distinzione che essa viene solitamente riferita a un grande insieme o confederazione di tribù.
La ricerca antropologica tende a indicare che, prima dell'arrivo degli europei, i maori erano legati in gruppi più piccoli detti  whānau (famiglie estese) o hapū (sub-tribù).
In lingua maori iwi significa anche ossa.

## Pan-tribalismo
Esistono alcune organizzazioni pan-tribali che sorpassano la divisione delle iwi. La Chiesa Ratana.

## Alcuni iwi riconosciuti
- Ngāi Tahu o "Kāi Tahu" (situato nel sud della Nuova Zelanda - gran parte dell'Isola del Sud.)
- Ngā Puhi (il più vasto  iwi, con oltre 100,000 affiliati; stanziato nel Nord della Nuova Zelanda)
- Ngāti Kahungunu - Hawke's Bay e Wairarapa
- Ngāti Maniapoto (Waikato-Waitomo)
- Ngāti Porou - Gisborne-East Cape
- Ngāti Tama (Taranaki e Wellington)
- Ngāti Toa (Porirua, migrati nel 1820 da Kawhia sotto la guida di Te Rauparaha)
- Ngāti Ruanui (Taranaki)
- Ngāti Whātua (nord di Auckland)
- Tainui (regione Waikato)
- Te Arawa (Baia dell'Abbondanza)
- Te Ātiawa - Taranaki e Lower Hutt
- Tūhoe (Urewera/Whakatane)
- Ngāti Tūwharetoa (parte centrale dell'Isola del Nord)
- Whakatohea (distrettoOpotiki)